# Ma'adim Vallis
Ma'adim Vallis ist einer der größten Canyons auf dem Mars und mit 700 Kilometern Länge bedeutend länger als der Grand Canyon. Er hat eine Breite von 20 Kilometern und eine Tiefe von 2 km. Der Canyon verläuft von einer südlichen Flachlandregion, die früher wohl mehrere große Seen hatte, nach Norden und mündet dort in den Krater Gusev nahe dem Äquator.
Ma'adim Vallis ist vermutlich durch fließendes Wasser in der frühen Marsgeschichte bedeckt worden.
Ma'adim (מאדים) ist der hebräische Name des Mars.